# Uppsala slottslän

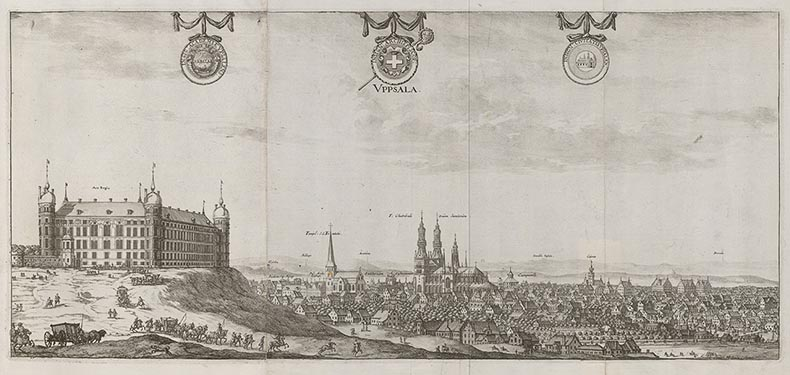
Uppsala med Uppsala slott omkring 1700

Uppsala slottslän var ett slottslän i landskapet Uppland. Det fanns sedan tiden då Sverige ingick i Kalmarunionen från tidigt 1400-tal. Länets administrativa centrum  var Uppsala (Upsala hus, från 1530-talet Uppsala slott).
Länet omfattade Ulleråkers, Bälinge och Vaksala och från 1527 Rasbo härad och från 1530 Norunda härad. Ursprungligen hade dessutom Tierps, Våla och Olands härader ingått.  
Under Vasatiden blev slottslänen mer centralstyrda och fick mer karaktären av fögderier och flera nya fögderier bildades inom de tidigare slottslänen. Förutom huvudfögderiet som omfattde Ulleråker och mesta tiden Bälinge, så fanns: från 1548 ett fögderi för slottet, ett gårdsfödgeri för Hallkved 1556-1572, ett för Rasbo och Vaksala från 1549 samt ett för Norunda 1534-1536, 1549-1565.
Slottslänet upphörde när Upplands län bildades 1634, och var sedan kärnan i det Uppsala län som sedan bildades 1640/1714. 